# Romania ai Giochi della XIX Olimpiade
La Romania partecipò ai Giochi della XIX Olimpiade che si sono svolti a Città del Messico dal 12 al 27 ottobre 1968, con una delegazione di 82 atleti impegnati in 9 discipline per un totale di 82 competizioni. Portabandiera, così come a Tokyo 1964, fu il canoista Aurel Vernescu, alla sua terza Olimpiade, già vincitore di due medaglie di bronzo ai precedenti Giochi.
Il bottino della squadra, alla sua nona partecipazione ai Giochi estivi, fu di quattro medaglie d'oro, sei d'argento e cinque. I migliori risultati vennero dall'atletica leggera femminile, con due medaglie d'oro e due d'argento.

## Medagliere

### Per discipline
| Sport              | Oro | Argento | Bronzo | Totale |
| ------------------ | --- | ------- | ------ | ------ |
| Atletica leggera   | 2   | 2       | 0      | 4      |
| Canoa/kayak        | 1   | 1       | 1      | 3      |
| Scherma            | 1   | 0       | 1      | 2      |
| Lotta greco-romana | 0   | 1       | 2      | 3      |
| Pugilato           | 0   | 1       | 1      | 2      |
| Tiro               | 0   | 1       | 0      | 1      |
| Totale             | 4   | 6       | 5      | 15     |

### Medaglie
| Medaglia | Atleta                                                           | Sport              | Evento                           |
| -------- | ---------------------------------------------------------------- | ------------------ | -------------------------------- |
| Oro      | Viorica Viscopoleanu                                             | Atletica leggera   | Salto in lungo femminile         |
| Oro      | Lia Manoliu                                                      | Atletica leggera   | Lancio del disco femminile       |
| Oro      | Ivan Patzaichin Serghei Covaliov                                 | Canoa/kayak        | C2 1000 metri maschile           |
| Oro      | Ion Drîmbă                                                       | Scherma            | Fioretto individuale maschile    |
| Argento  | Ileana Silai                                                     | Atletica leggera   | 800 metri piani femminili        |
| Argento  | Mihaela Peneș                                                    | Atletica leggera   | Lancio del giavellotto femminile |
| Argento  | Anton Calenic Dimitrie Ivanov Haralambie Ivanov Mihai Ţurcaş     | Canoa/kayak        | K4 1000 metri maschile           |
| Argento  | Ion Baciu                                                        | Lotta greco-romana | Pesi gallo                       |
| Argento  | Ion Monea                                                        | Pugilato           | Pesi mediomassimi                |
| Argento  | Marcel Roşca                                                     | Tiro               | Pistola 25 metri                 |
| Bronzo   | Viorica Dumitru                                                  | Canoa/kayak        | K1 500 metri femminile           |
| Bronzo   | Simion Popescu                                                   | Lotta greco-romana | Pesi piuma                       |
| Bronzo   | Nicolae Martinescu                                               | Lotta greco-romana | Pesi medio-massimi               |
| Bronzo   | Calistrat Cuțov                                                  | Pugilato           | Pesi leggeri                     |
| Bronzo   | Ana Derșidan Ileana Gyulai Olga Orbn Ecaterina Stahl Maria Vicol | Scherma            | Fioretto a squadre femminile     |